# Шарув (Малопольське воєводство)
Шарув (пол. Szarów) — село в Польщі, у гміні Клай Велицького повіту Малопольського воєводства.
Населення — 1377 осіб (2011).

## Демографія
Демографічна структура станом на 31 березня 2011 року:
|          | Загалом | Допрацездатний вік | Працездатний вік | Постпрацездатний вік |
| -------- | ------- | ------------------ | ---------------- | -------------------- |
| Чоловіки | 664     | 135                | 467              | 62                   |
| Жінки    | 713     | 139                | 429              | 145                  |
| Разом    | 1377    | 274                | 896              | 207                  |